# Detlef Kirchhoff
Detlef Kirchhoff (født 21. maj 1967 i Halberstadt, Østtyskland) er en tysk tidligere roer og tredobbelt olympisk medaljevinder.
Kirchhoff roede flere bådtyper og blev østtysk mester i både toer med styrmand (1989) og otter (1986 og 1988) og deltog ved VM i 1986, 1987 og 1989, hvor hans både dog endte lige uden for medaljerækken. Ved OL 1988 i Seoul stillede han op for DDR sammen med Mario Streit og styrmand René Rensch i toer med styrmand. De vandt deres indledende heat og blev nummer to i semifinalen efter Italien, og i finalen var italienerne fortsat suveræne og vandt med et forspring på næsten to sekunder ned til østtyskerne, der sikrede sig sølvet foran Storbritannien på tredjepladsen.
I 1990 var han med til at blive verdensmester for DDR i firer med styrmand. Efter den tyske genforening roede han igen otter, og han var med i den fællestyske båd ved OL 1992 i Barcelona. Her blev tyskerne nummer to i indledende heat og vandt derpå semifinalen. I finalen kom kampen om guldet til at stå mellem Canada og Rumænien, hvor førstnævnte vandt, mens tyskerne sikrede sig bronzen. Bådens besætning bestod ud over Kirchhoff af Frank Jörg Richter, Thorsten Streppelhoff, Armin Eichholz, Bahne Rabe, Hans Sennewald, Ansgar Wessling, Roland Baar og styrmand Manfred Klein.
Sammen med Hans Sennewald roede han i en periode toer uden styrmand og vandt i denne båd VM-sølv i 1993, og i 1998 vandt han VM-guld sammen med Robert Sens. Desuden var han med til at blive verdensmester i otteren i 1995.
Ind imellem var han igen del af den tyske otter ved OL 1996 i Atlanta. Tyskerne blev nummer to i indledende heat og vandt derpå sit opsamlingsheat. I finalen var den hollandske båd suveræn og vandt med et forspring på næsten to sekunder ned til tyskerne på andenpladsen, mens den russiske båd blev nummer tre. Mark Kleinschmidt, Roland Baar, Wolfram Huhn, Ulrich Viefers, Frank Jörg Richter, Thorsten Streppelhoff, Marc Weber og styrmand Peter Thiede udgjorde resten af tyskernes besætning.
Kirchhoff deltog i sit sidste OL i 2000 i Sydney, hvor han sammen med Robert Sens roede toer uden styrmand, som de var verdensmestre i fra 1998. OL-deltagelsen blev dog en skuffelse for parret, idet det måtte nøjes med en niendeplads.
Han modtog den højeste tyske sportspris, Silbernes Lorbeerblatt, i 1993. Han har senere fungeret som rotræner i Berliner Ruder-Club.

## OL-medaljer
- 1988:  Sølv i toer med styrmand
- 1996:  Sølv i otter
- 1992:  Bronze i otter